# راي كار
راي كار (بالإنجليزية: Ray Carr)‏ هو لاعب كرة قدم أسترالية أسترالي، ولد في 2 ديسمبر 1948.

## وصلات خارجية
- راي كار على موقع AustralianFootball.com (الإنجليزية)
- راي كار على موقع AFLtables.com (الإنجليزية)